# Fraates II
Fraates II vart kung av Partherriket 138–127 f.Kr.. Han tillhörde arsakidernas dynasti. 